# Брисгавы

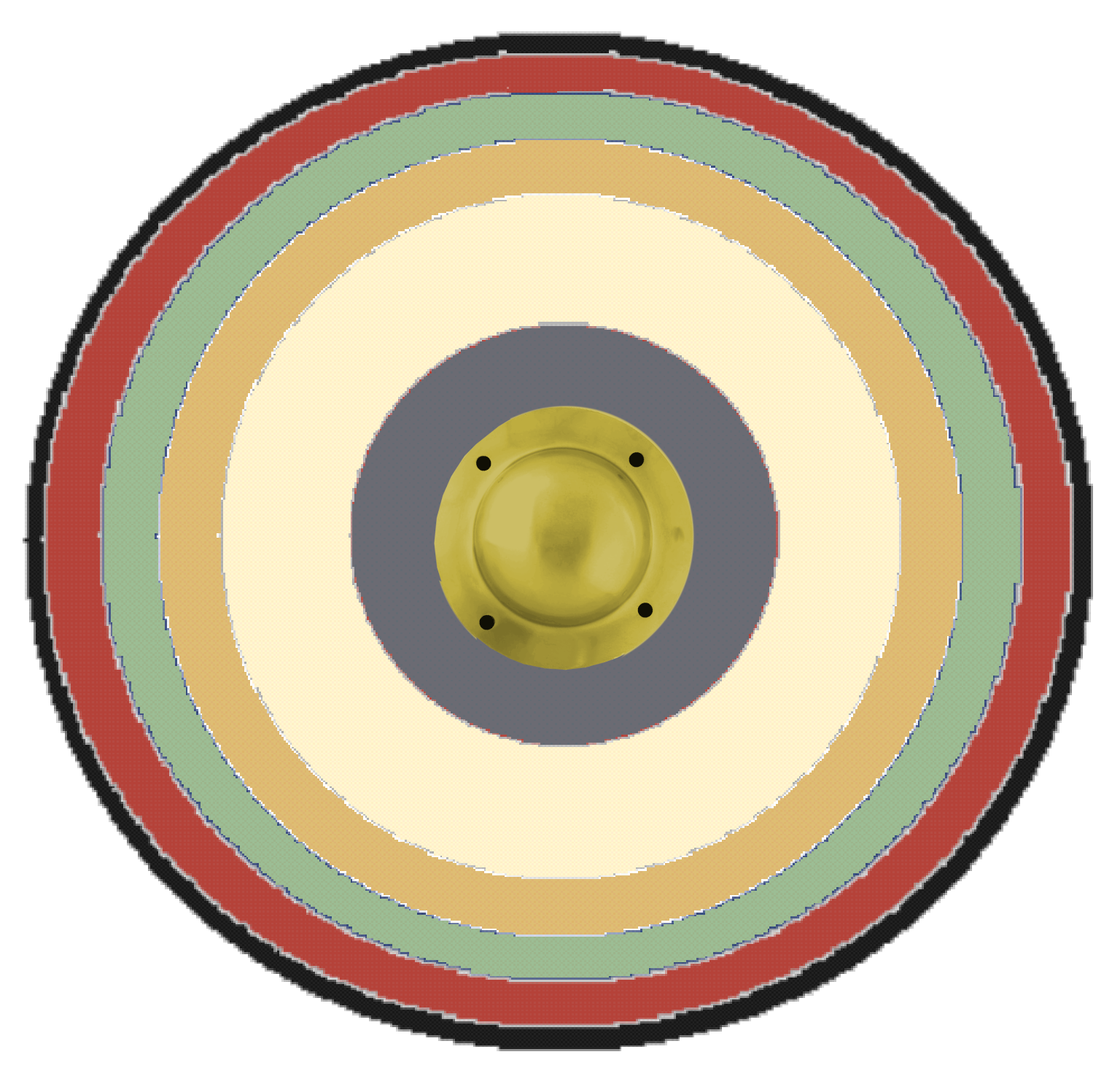
Реконструкция щита старших брисгавов — вспомогательных частей римской армии

Брисгавы (лат. Brisgavi), также встречаются написания бризигавы (лат. Brisigavi), бризиганы (лат. Brysigani) и бризигвавы (лат. Brisiguavi) — древнегерманское племя, обитавшее в южной части Шварцвальда в V веке нашей эры.

## Происхождение
Упоминается под названиями Brisigavi seniores (старшие брисгавы) и Brisigavi iuniores (младшие брисгавы) в источнике Notitia Dignitatum. Значение названия остаётся неизвестным. Предположительно, это гибридное название: первая часть brisi(o)- может быть кельтской по происхождению, вторая -gawi — германской в значении «страна, земля». Эшвин Э. Гохил (Ashwin E. Gohil) предположил, что имя может означать «место остатков раздавленного винограда». Нынешняя южная часть Шварцвальда носит название Брайсгау.
Брисгавы обитали в южной части Шварцвальда, известного тогда как Абнобские горы (Abnob(ai)a Ore). Территория их обитания находилась к востоку от территорий леуков, к югу от алеманнов, к западу от винделиков и к северу от рауриков.

## История
Племя брисгавов долгое время считалось неизвестным. Оно входило в состав алеманнского объединения наряду с другими племенами (гермундуры, семноны, ютунги, букинобанты).
Римский историк Аммиан Марцеллин в своих «Деяниях» упоминал алеманнского царя Вадомара (Вадомария), который был царём брисгавов вместе со своим братом Гундомадом. Согласно Аммиану Марцеллину, Вадомар был исполнителем особых поручений и тайных приказов римского императора Констанция II. В 352 году во время бушевавшей гражданской войны на фоне побед войск германцев, одержанных под командованием Хоподомария, брисгавы во главе с Вадомаром и Гундомадом вторглись в пределы Римской империи и разорили берег Секваники.

### На русском
- А. В. Банников. На пути к Адрианополю. Последняя страница римской военной истории. — М.: Наука, 2017. — 303 с. — ISBN 978-5-02-039676-0.
- В. П. Буданова. Готы в эпоху Великого переселения народов / ответственный редактор академик Б. А. Рыбаков. — М.: Наука, 1990. — 232 с. — ISBN 5-02-009015-8.
- В. П. Буданова, А. А. Горский, И. Е. Ермолова. Великое переселение народов: этнополитические и социальные аспекты. — СПб.: Алетейя, 2011. — 336 с. — (Византийская библиотека. Исследования). — ISBN 978-5-91419-393-2.

### На других языках
- Alexander Falileyev. Dictionary of Continental Celtic Place-names: A Celtic Companion to the Barrington Atlas of the Greek and Roman World. — CMCS, 2010. — ISBN 978-0955718236.
- Wolfgang Jungandreas. Breisgau // Reallexikon der Germanischen Altertumskunde (нем.) / Heinrich Beck. — 2. Ausgabe. — De Gruyter, 1978. — Bd. 3. — ISBN 978-1314391893.
- Richard J. A. Talbert. Barrington Atlas of the Greek and Roman World. — Princeton University Press, 2000. — ISBN 978-0691031699.